# Columbea
Columbea là một nhánh chim được đề xuất bởi việc phân tích gen, và được chia tiếp thành hai nhánh: Columbimorphae (chim bồ câu và các loài khác) và Mirandornithes (hồng hạc và chim lặn). Cho đến khi chúng được sắp xếp  là nhóm chị em với Passerea gần đây, trong thập kỷ qua, nhiều phân tích di truyền khác nhau cho thấy chúng thuộc nhánh lỗi thời Metaves.

## Phân loại
|  | Phoenicopteriformes (hồng hạc) |
|  |                                |
|  | Podicipediformes (chim lặn)    |
|  |                                |

|  | Columbiformes (bồ câu)                                                |
|  |                                                                       |
|  | \| \| Pterocliformes \| \| \| \| \| \| Mesitornithiformes \| \| \| \| |
|  |                                                                       |
|  | Pterocliformes                                                        |
|  |                                                                       |
|  | Mesitornithiformes                                                    |
|  |                                                                       |

|  | Pterocliformes     |
|  |                    |
|  | Mesitornithiformes |
|  |                    |

|  | Phoenicopteriformes (hồng hạc) |
|  |                                |
|  | Podicipediformes (chim lặn)    |
|  |                                |

|  | Columbiformes (bồ câu)                                                |
|  |                                                                       |
|  | \| \| Pterocliformes \| \| \| \| \| \| Mesitornithiformes \| \| \| \| |
|  |                                                                       |
|  | Pterocliformes                                                        |
|  |                                                                       |
|  | Mesitornithiformes                                                    |
|  |                                                                       |

|  | Pterocliformes     |
|  |                    |
|  | Mesitornithiformes |
|  |                    |